# Octavie Du Rey de Meynières
Octavie Du Rey de Meynières, también conocida como Octavie Guichard (París, 1719-Chaillot, 1804), fue una escritora y traductora francesa.

## Publicaciones
Traducciones
- Mélanges de littérature anglaise (1759)
- Samuel Johnson : Histoire de Rasselas, prince d'Abyssinie (1760). Réédition : Desjonquères, París, 1994. Texto en línea
- David Hume : Histoire d'Angleterre, depuis l'invasion de Jules César jusqu'à l'avènement de Henry VII (doce volúmenes, 1763-1765)
- Ophélie, roman traduit de l'anglais (1763)

Varios
- Réflexions d’une provinciale sur le discours de Jean-Jacques Rousseau touchant l’origine de l’inégalité de condition parmi les hommes (1756)
- Observations sur la noblesse et le Tiers-État (1758)